# 柳沢時睦
柳沢 時睦（やなぎさわ ときちか、元禄9年6月12日（1696年7月10日） - 寛延3年4月24日（1750年5月29日））は、甲斐甲府新田藩主、のち越後三日市藩の初代藩主。将軍綱吉のいわゆる「側用人」で甲斐甲府藩主である柳沢吉保の五男。母は吉保側室の正親町町子（あるいは田中氏）。兄弟に経隆ほかがいる。官位は従五位下、式部少輔。通称は左門。
誕生の年、将軍徳川綱吉の柳沢邸御成の時に御目見し、元禄14年（1701年）に松平姓を名乗ることを許される。宝永6年（1709年）、経隆とともに吉保から甲斐山梨郡・八代郡内に1万石を分地されて帝鑑間詰の甲府新田藩主となった。享保9年（1724年）、柳沢氏の大和郡山転封に伴い、時睦も越後三日市に移封される。まもなく藩主を弟の保経に譲って隠居した。寛延3年（1750年）に死去した。

## 系譜
父母
- 柳沢吉保（父）
- 正親町町子 - 側室（母）

養子
- 柳沢保経 - 吉保の七男